# Prochyliza xanthostoma
Prochyliza xanthostoma är en tvåvingeart som beskrevs av Walker 1849. Prochyliza xanthostoma ingår i släktet Prochyliza och familjen ostflugor. Inga underarter finns listade i Catalogue of Life.